# Вилед
Вилед (Вилят) (на руски: Вилеть, Вилять) е река в крайната югоизточна част на Архангелска област в Русия, ляв приток на Вичегда (десен приток на Северна Двина). Дължина 321 km. Площ на водосборния басейн 5610 km².
Река Вилед води началото си на 159 m н.в., в междуречието на реките Сисола и Вичегда, в крайната югоизточна част на Архангелска област. По цялото си протежение тече в широка и плитка долина, като в горното течение образува огромна изпъкнала на североизток дъга, в средното посоката ѝ е югозападна, а в долното северозападна. Влива се отляво в река Вичегда (десен приток на Северна Двина), при нейния 48 km, на 49 m н.в., при село Химпа. Има два основни леви притока: Великая Охта (113 km) и Пиела (68 km). Има смесено подхранване с преобладаване на снежното. Среден годишен отток при село Инаевская 42,7 m³/s, с ясно изразено пълноводие от средата на април до средата на юни. Плавателна е за плиткогазещи съдове по време на пролетното пълноводие на 106 km от устието си, до устието на река Нарчуг. Долината на Вилед е сравнително гъсто заселена за мащабите на Русия, като по течението ѝ са разположени 56 предимно малки населени места, в т.ч. районният център село Илинско-Подомское.